# ماي ليتل بوني: إكويستريا غيرلس : ألعاب الصداقة
ماي ليتل بوني: إكويستريا غيرلس : ألعاب الصداقة هو فيلم كوميدي تم إنتاجه في كندا والولايات المتحدة وصدر في سنة 2015. من بطولة تارا سترونج وتابيثا سانت جيرماين.تتمة للفيلم الثاني ماي ليتل بوني: إكويستريا غيرلس: رينبو روكس ويعتبر هذا الفيلم ثالث جزء من أفلام إكويستريا غيرلس، مأخوذ عن السلسلة التلفزيونية ماي ليتل بوني: فرندشيب إز ماجيك . كتبه جوش هابر وأخرجه إيشي رودال .
الفيلم سيتم بثُه على التلفاز على قناة ديسكافوري فاميلي في 26 من سبتمبر 2015.
مثل الفيلمين الأولين لإكويستريا غيرلس حافظ هذا أيضا على نفس الشخصيات ونفس المكان وهي كانترلوت هاي

## تقديم
طلاب كانترلوت الثانوية يستعدون للاحتفال بألعاب الصداقة وهي مسابقة رياضية للتنافس ضد أكادمية الكريستال . لكنهم إكتشفوا أن توايلايت في عالمهم تلعب مع الفريق المنافس

## الأصوات الأصلية
- تارا سترونج لتوايلايت وتوايلايت من العالم الآخر
- آشلي بال لرينبو داش وآبل جاك
- تابيثا سانت جيرماين لراريتي وتقوم أيضا بصوت المديرة لونا
- ريبيكا شواشيت لسانست شيمير
- نيكول أوليفر لمديرة سيليستيا مديرة كانترلوت هاي والأميرة سيليستيا

اندرينا ليبمان فلاتر شاي

## الإصدار
في 1 جويلية 2015 , الإعلان الأول للفيلم تم إصداره في صحيفة يو إس إيه توداي أيضا تم الإعلان أن الفيلم سيبث على قناة ديسكافوري فاميلي في 26 من سبتمبر 2015 , ثمان أيام لاحقا في 9 من جويلية 2015 , الإعلان الثاني تم إعلانه في مؤتمر كومك-كون 2015.

## ترويج

### كتب
كتاب تم كتابه عن طريق بارديتا فين تحت عنوان ماي ليتل بوني: إكويستريا غيرلز:ألعاب الصداقة تم عرضه على مجلة نيو يورك تويز وسيتم نشرها في 6 من أكتوبر 2015 

### رسوم متحركة قصيرة
مثل عند صدور فيلم رينبو روكس . مجموعة من الرسوم المتحركة القصيرة تتحدث عن ألعاب الصداقة إنطلقت قبل العرض الأول للفيلم .
في 17 من جويلية 2015 رودال قالت على حسابها في تويتر أن هذه الرسوم المتحركة القصيرة ستصدر خلال الثلات الأشهر القادمة، ثم أربعة أيام لاحقا في 21 من جويلية 2015 صفحة ماي ليتل بوني على الفيسبوك أصدرت بعض التعليمات للعب في ألعاب الصداقة خيال البطولة وهذا يشير أن الرسوم المتحركة القصيرة سيتم إطلاقها كل يوم سبت بداية من شهر أغسطس حتى منتصف سبتمبر 2015
| #. | العنوان                           | تاريخ الإطلاق الأصلي |
| -- | --------------------------------- | -------------------- |
| 1  | «علوم السحر»                      | 1 أغسطس 2015         |
| 2  | «تجسُس بنكي»                       | 8 أغسطس 2015         |
| 3  | «الكل يقع في الحب وألعاب الصداقة» | 15 أغسطس 2015        |
| 4  | «فوتو فينيش»                      | 22 أغسطس 2015        |

## وصلات خارجية
- ماي ليتل بوني: إكويستريا غيرلس : ألعاب الصداقة على موقع IMDb (الإنجليزية)
- ماي ليتل بوني: إكويستريا غيرلس : ألعاب الصداقة على موقع نتفليكس (الإنجليزية)
- ماي ليتل بوني: إكويستريا غيرلس : ألعاب الصداقة على موقع قاعدة بيانات الفيلم (الإنجليزية)
- ماي ليتل بوني: إكويستريا غيرلس : ألعاب الصداقة على موقع ليتربوكسد (الإنجليزية)
- ماي ليتل بوني: إكويستريا غيرلس : ألعاب الصداقة على موقع كينوبويسك (الروسية)